# Jussiê
Jussiê Ferreira Vieira, detto Jussiê (Nova Venécia, 19 settembre 1983), è un ex calciatore brasiliano, di ruolo attaccante.

## Caratteristiche tecniche
Il suo piede preferito è il destro. Jussiê è nato da centrocampista offensivo e successivamente è diventato un attaccante.
Nel Bordeaux viene reinventato come centrocampista di fascia destra in un 4-4-2.

## Carriera

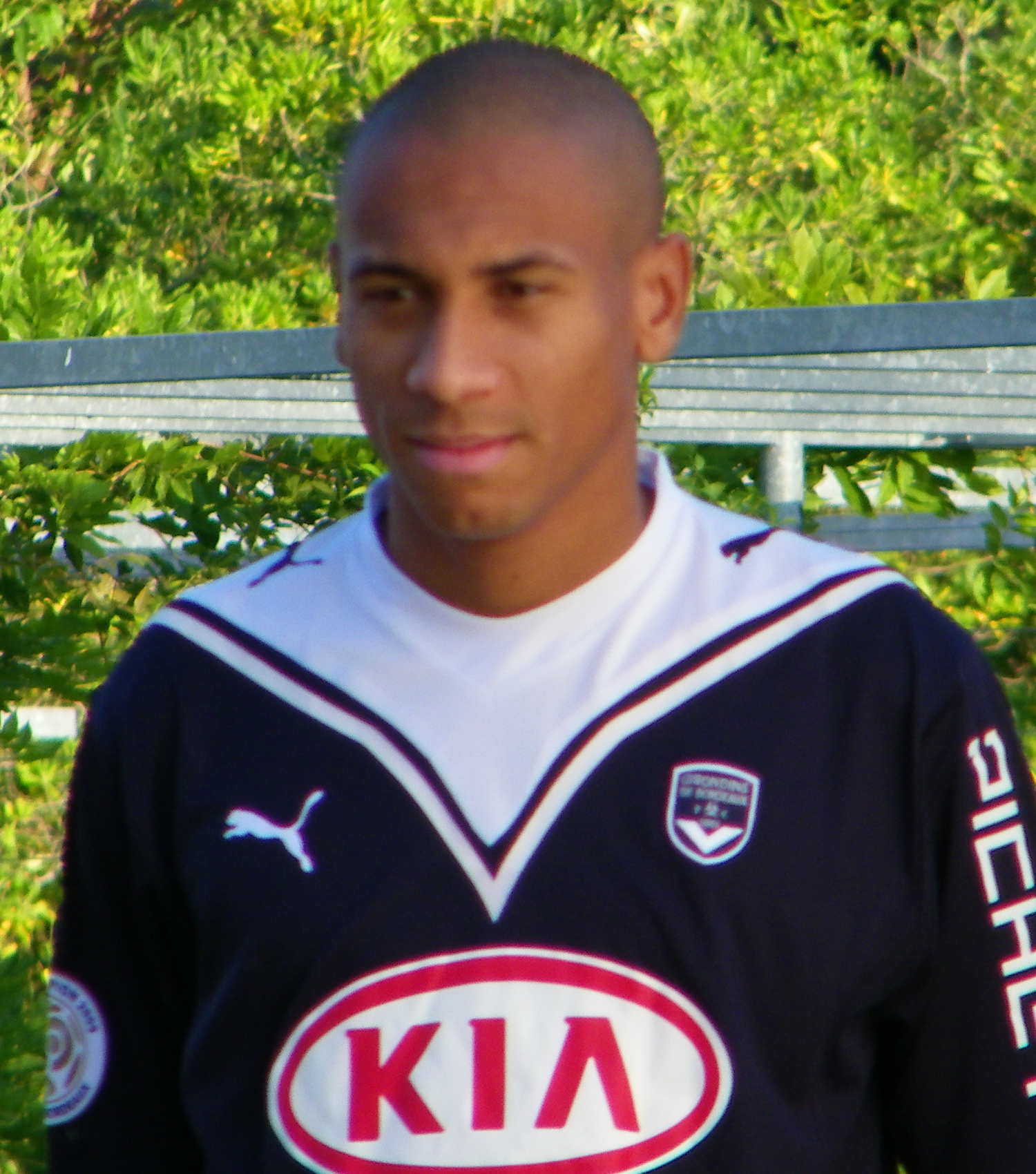

Ha iniziato la carriera in Brasile, nel Cruzeiro ed ha avuto una breve esperienza giapponese in prestito al Kashiwa Reysol.
È arrivato in Francia nel 2005, acquistato dal Lens per circa 3,5 milioni di euro.
Trasferitosi in prestito al Bordeaux nel gennaio 2007, è stato acquistato a titolo definitivo dai Girondins per 6 milioni di euro.
È legato al Bordeaux con un contratto che scade a giugno 2015.

## Palmarès

### Club

#### Competizioni nazionali
- Campionato brasiliano: 1

Cruzeiro: 2003
- Campionato francese: 1

Bordeaux: 2008-2009
- Coppa di Lega francese: 2

Bordeaux: 2006-2007, 2008-2009
- Supercoppa francese: 2

Bordeaux: 2008, 2009

#### Competizioni internazionali
- Coppa Intertoto UEFA: 1

Lens: 2005